# Francisco de Miranda
Sebastián Francisco de Miranda y Rodríguez Espinoza (Caracas, 28 de marzo de 1750-San Fernando, 14 de julio de 1816), conocido como Francisco de Miranda, fue un político, militar, diplomático, escritor, humanista e ideólogo venezolano, considerado como el precursor de la emancipación americana contra el Imperio español. Apodado como «el primer venezolano universal» y «el americano más universal», participó en la Revolución estadounidense y en la Revolución francesa, acontecimientos donde fue protagonista destacado, por lo que le fue otorgado el título de héroe de la revolución. Posteriormente fue líder del bando patriota en la guerra de Independencia de Venezuela.
Al militar en las filas de los ejércitos español y francés alcanzó los rangos de coronel y mariscal, respectivamente. Además, obtuvo el grado de coronel en el ejército ruso, concedido por Catalina II la Grande, y fue el primer comandante en jefe de los ejércitos venezolanos, ostentando el título de generalísimo. Su carrera militar contempla su participación en cuatro contiendas: el sitio de Melilla (1774-1775) y la invasión española de Argel de 1775 en el norte de África, la guerra de independencia estadounidense, las guerras revolucionarias francesas y la guerra de independencia de Venezuela. Entre sus gestas militares destacan su actuación en el sitio de Melilla, la batalla de Pensacola en Estados Unidos y la batalla de Valmy en Francia. Miranda fue combatiente destacado en tres continentes: África, América y Europa.
Destacó en la política como un firme defensor de la independencia y la soberanía de las naciones en el ámbito internacional. Militó con los girondinos en Francia, fue firmante del Acta de la Declaración de Independencia de Venezuela e impulsor y líder de la Sociedad Patriótica. También fue el creador del proyecto geopolítico conocido como Colombeia o Colombia, el cual Simón Bolívar trataría de llevar a cabo en 1821, tras la liberación de los territorios que hoy conforman Colombia, Panamá, Ecuador y Venezuela, para unificarlos en la República de Colombia.
A pesar de haber formado parte de tantos procesos revolucionarios y gubernamentales en el ámbito internacional, fracasó a la hora de poner en práctica sus proyectos en su propio país, Venezuela. No obstante, su ideal político perduró en el tiempo y sirvió de base para la fundación de la Gran Colombia, mientras que sus ideas independentistas influyeron en destacados líderes de la emancipación americana como Simón Bolívar en Venezuela y Bernardo O'Higgins en Chile.
Entre sus múltiples honores, su nombre está grabado en el Arco del Triunfo de París, su retrato forma parte de la Galería de los Personajes en el Palacio de Versalles y su estatua se encuentra frente a la del general Kellerman en el Campo de Valmy, Francia.

## Infancia y vida familiar

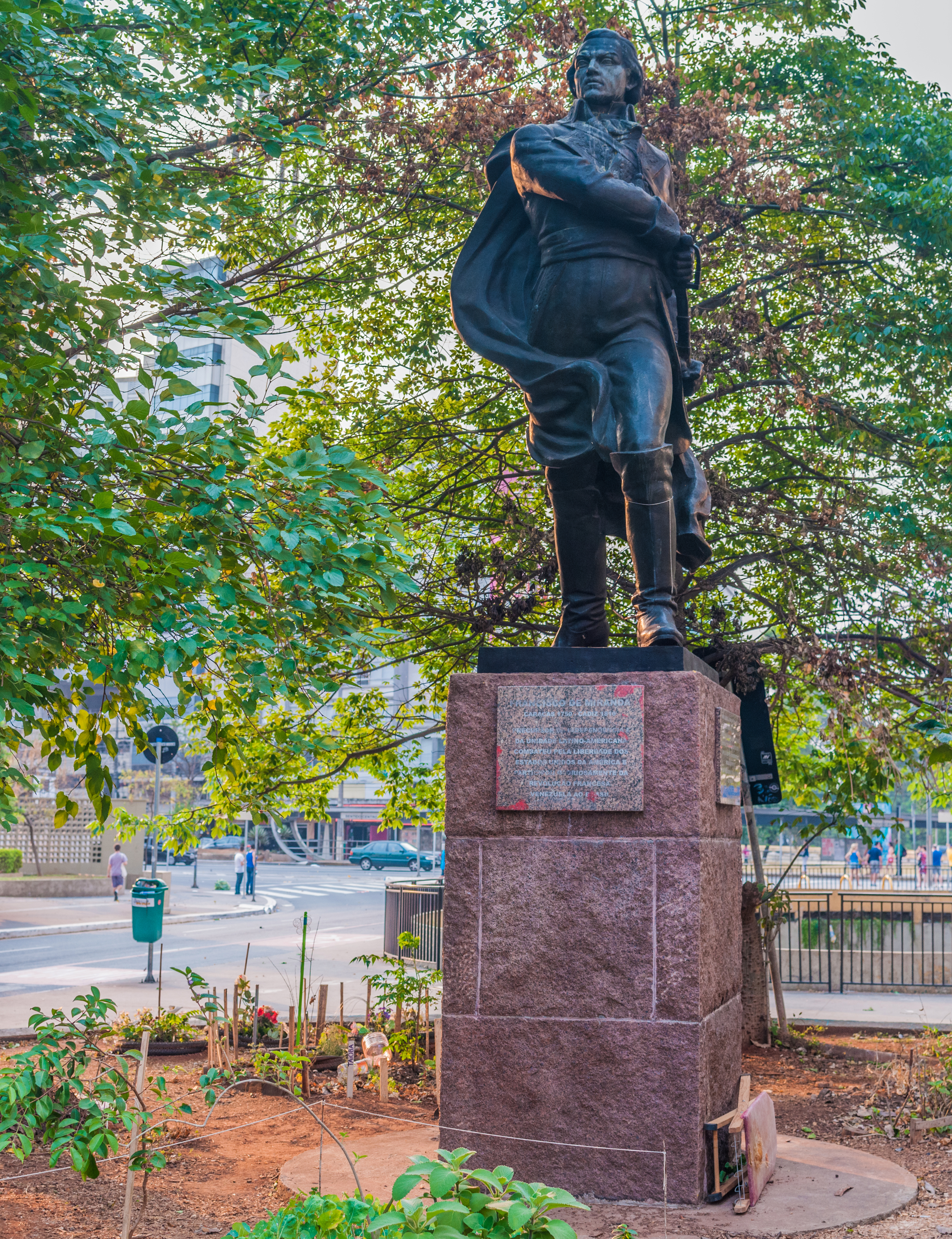
Estatua de Francisco de Miranda en la Avenida Paulista, São Paulo (Brasil).

Los orígenes de Francisco de Miranda fueron relativamente humildes. Su padre, Sebastián de Miranda Ravelo, nació el 12 de septiembre de 1721 en Puerto de la Cruz, población del valle de La Orotava, en Tenerife (Islas Canarias). Fue bautizado en la parroquia de Nuestra Señora de la Peña diez días más tarde. Era hijo de Gabriel de Miranda, nacido también en Puerto de la Cruz el 6 de noviembre de 1686, y de María de la Concepción Ravelo de León, hija de Domingo de Sosa de León y de Catalina Ravelo.
Sebastián de Miranda, por razones de nacimiento, al sospecharse que era mestizo de guanche, pertenecía a la categoría social de los blancos de orilla, considerada inferior a los blancos españoles y a los criollos. Se sabe que el Cabildo de Caracas lo acusó de «mulato, mercader, aventurero e indigno por muchos antecedentes de desempeñar puesto de categoría». No es de extrañar que, alcanzada cierta holgura económica, tratara de demostrar en juicio que sus orígenes eran «puros» para así poder obtener mayores privilegios sociales. En una hipótesis alternativa a la de su origen guanche, José Chocrón Cohen ha señalado que, según sus investigaciones, Sebastián de Miranda fue rechazado por su posible origen judío y su condición de marrano converso. Las islas Canarias fueron un importante asentamiento de judíos que huyeron de otras regiones de España. Finalmente, Sebastián de Miranda se estableció en Venezuela. En ese entonces, para el judío era más difícil cambiar de profesión que de patria y apellido. La actividad económica de la familia de Miranda estaba relacionada con el pueblo judío y no con los católicos. Según esta hipótesis, si bien Miranda no fue judío, por lo menos existieron razones para pensar que era descendiente de judíos.
En Caracas, Sebastián de Miranda Ravelo, padre de Francisco de Miranda, se estableció como comerciante de lienzos (actividad económica relacionada con los criptojudíos) y, con el tiempo, contrajo matrimonio el 24 de abril de 1749 en la Iglesia Catedral con la caraqueña Francisca Antonia Rodríguez de Espinosa (de posible origen hebreo-judío), también de origen canario y necesariamente blanca; de lo contrario, la boda no hubiera aparecido en el registro de matrimonios y sus hijos jamás hubieran podido ir a la Universidad. El primogénito de diez hijos e hijas del matrimonio, Sebastián Francisco de Miranda, nació el 28 de marzo de 1750 en Caracas. Sus hermanos fueron Ana Antonia, Rosa Agustina, Micaela Antonia, Miguel Francisco, Javier, Francisco Antonio, Ignacio José, Josefa María y Josefa Antonia.
El 5 de abril de 1750 fue bautizado en la iglesia catedral por el maestro Juan de Rada, siendo su padrino el bachiller Tomás Bautista de Melo. El 27 de diciembre del mismo año le fue administrado el sacramento de la confirmación por el obispo de Caracas, Manuel Machado y Luna. En sus inicios, la familia Miranda era económicamente modesta y vivía dentro del grupo socialmente discriminado de colonos canarios sin título de nobleza o blancos de orilla llegados a Caracas que, en costumbres, trato y nivel, formaban un núcleo aparte de los blancos criollos o mantuanos, los blancos españoles y los pardos.
Con el tiempo, la situación de la familia mejoró notablemente y Sebastián de Miranda logró hacer fortuna como comerciante en Caracas, llegando a ser propietario de diversos inmuebles en la ciudad. Ya en aquellos tiempos existían roces y conflictos sociales que empezaron a crear un problema de gobernabilidad para las autoridades coloniales, que además tenían que aliviar las secuelas negativas de la presencia de la Real Compañía Guipuzcoana que monopolizaba las transacciones comerciales en la provincia de Venezuela.
En La Orotava, la familia Miranda era considerada gente distinguida e ilustre, a diferencia de lo que sucedía en Caracas. Su padre hizo fortuna con su trabajo y logró ser nombrado capitán del Batallón de Milicias de Blancos de Caracas, pero por estar en entredicho su procedencia, su nombramiento produjo un fuerte rechazo del estamento social conocido como mantuano, sociedad compuesta de blancos criollos, descendientes de españoles, pero nacidos como Sebastián Francisco en territorio americano, reflejo todo ello de conflictos sociales y raciales latentes y una de las causas de la Independencia. Había cierta dosis de desprecio de los mantuanos hacia su padre por ser un comerciante, ocupación que a sus ojos lo inhabilitaba para ser capitán de Milicias.
Grave, verdaderamente grave, fue el enfrentamiento de Miranda, padre, con dos mantuanos de fuste, como Nicolás de Ponte y Martín Tovar Blanco, cuyos descendientes terminaron contándose entre los republicanos, enfrentamiento que sólo se solucionó cuando el rey Carlos III ordenó a los caraqueños que se le permitiese a Miranda el uso del uniforme y el bastón por considerárselo hidalgo, lo cual ocurrió en 1772, cuando su hijo Sebastián Francisco ya tenía un año fuera de Venezuela.

## Educación

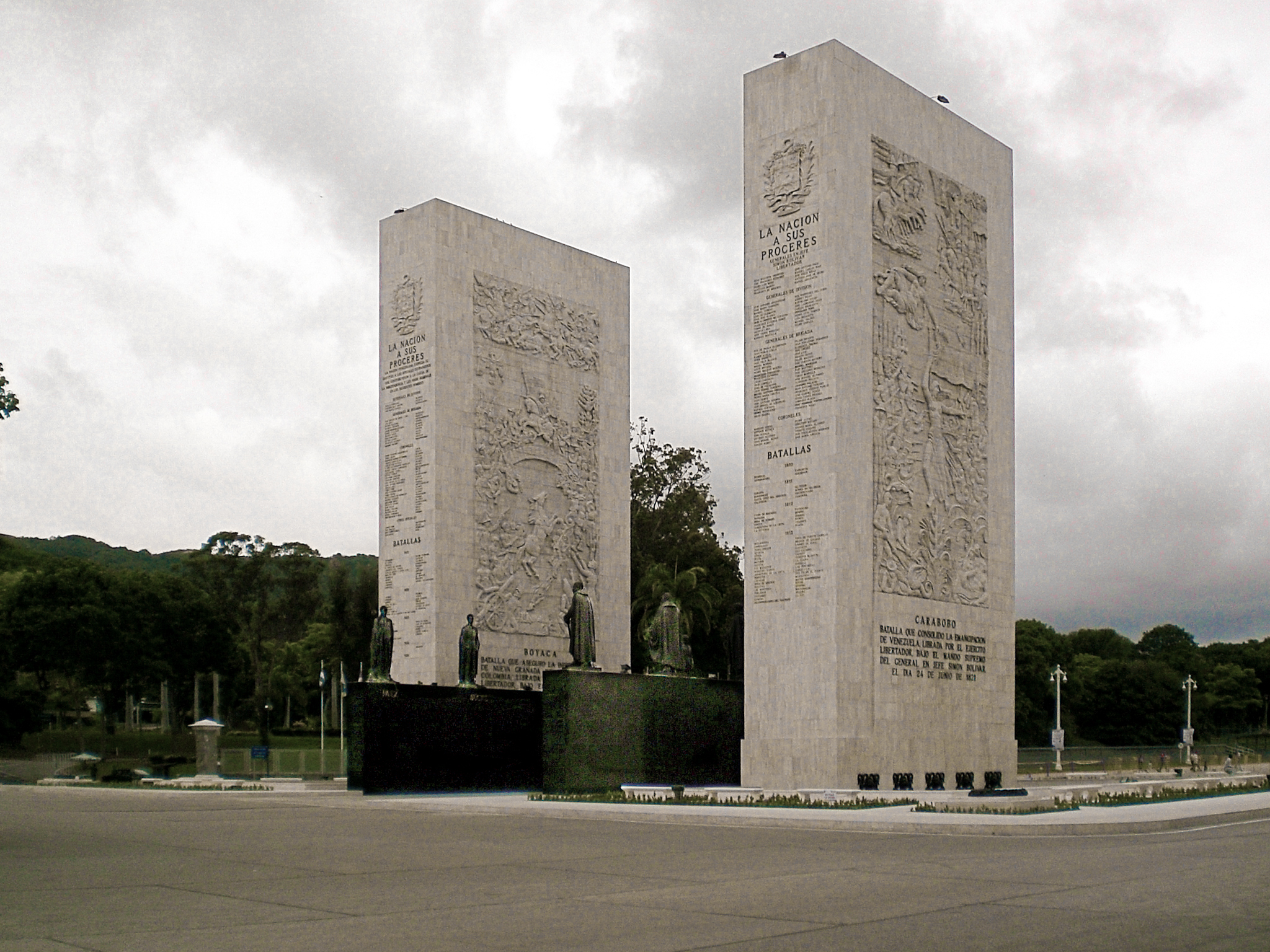
Monumento de la Nación a sus Próceres, en el Paseo Los Próceres en Caracas, donde se encuentra una estatua de Francisco de Miranda, entre las de otros próceres venezolanos de la independencia de América.

Pese al rechazo de los mantuanos, su padre Sebastián siempre perseveró en su empeño de mejorar la situación de la familia, de modo que, además de acumular riquezas y cargos importantes, sus hijos recibieran educación universitaria.
Así, el 10 de enero de 1762, Miranda comenzó sus estudios en la Universidad de Caracas bajo la regencia del Dr. Antonio Monserrate, y durante dos años estudió latín, los inicios de la Gramática de Nebrija y el Catecismo de Ripalda.
Desde el año 1764 hasta 1766, Miranda cursó estudios en la Clase de Mayores de la misma Universidad, donde profundiza sus conocimientos de latín mediante el estudio de los escritos clásicos de Cicerón y Virgilio, completa sus estudios de la Gramática de Nebrija, nociones de historia sagrada y profana, religión, aritmética y geografía. Finalmente, realizó el curso de Artes en la Universidad de Caracas estudiando Lógica, Física y Metafísica y obtuvo el título de bachiller que permitía el acceso a Teología, Jurisprudencia o Medicina. No se sabe de forma fidedigna si Miranda llegó a obtener el título de médico y solo se cuenta con su testimonio personal afirmando haberlo recibido en 1767 (con 17 años de edad). Por testimonio personal de Miranda, se sabe que algunos de sus maestros fueron los doctores Domingo Velázquez, Francisco José de Urbina y Gabriel Lindo.
A partir de 1767 se produce una interrupción en los estudios de Francisco de Miranda, posiblemente como consecuencia de las circunstancias que afectaron a su padre. El hecho de haber sido nombrado capitán de las Milicias de Blancos de Caracas, siendo un comerciante isleño, generó incomodidad entre los mantuanos, ya que había alcanzado una distinción social significativa que lo convertía en una figura de cierta influencia.
Todo indica que los sectores mantuanos comenzaron a tejer intrigas con el propósito de desacreditarlo y excluirlo de la vida pública. Esta situación desencadenó una serie de conflictos legales que culminaron con una sentencia real favorable al padre de Miranda, quien logró hacer valer sus derechos. Sin embargo, el enfrentamiento dejó una enemistad irreconciliable con la élite mantuana, que nunca olvidó el conflicto ni le perdonó el desafío.
Este episodio marcó profundamente el entorno familiar de Miranda y tuvo una influencia determinante en sus decisiones y posturas políticas posteriores.
Después de la victoria judicial de su padre, las dificultades para desarrollar planes futuros en una sociedad tan limitada como la caraqueña influyeron en que decidiera, con poco más de 20 años, marcharse a España. Embarcó, pues, el 25 de enero de 1771, desde el puerto de La Guaira, en una fragata sueca denominada Príncipe Federico, para servir en el Real Ejército español.

## Viaje a España (1771-1780)
En 1771, Miranda inició un largo periplo alrededor del mundo que duró la mayor parte de su vida. También comenzó entonces la elaboración de un minucioso registro con el que confeccionó su archivo personal, que alcanzó a ser de 63 volúmenes encuadernados y que llevaba siempre consigo. Participó en los tres grandes movimientos históricos y políticos de su tiempo: guerra de Independencia de los Estados Unidos, Revolución francesa y guerras de independencia hispanoamericanas.
Desembarcó en el Puerto de Cádiz 35 días más tarde, el 1 de marzo de 1771, hospedándose en casa de José de Añino, quien sería un fiel intermediario entre él y sus parientes para procurarle recursos de subsistencia, adquiriendo la vestimenta necesaria para seguir su viaje entre el 1 y el 13 de marzo de 1771, en que partió de Cádiz a Madrid.
Desde entonces madura sus ideas concibiendo la unidad hispanoamericana en sus recorridos por el mundo y en su relación con las personalidades más influyentes de la época. Combatió bravamente en América, Europa y África, salvo en Oceanía y Asia —aunque pensó en traer Cipayos de la India—, recorrió y escudriñó España y todo el continente europeo, incluyendo a Gran Bretaña, Rusia y Escandinavia; Asia Menor, América del Norte, América del Sur y las Antillas. Fue el único hombre que tuvo contacto personal y directo con figuras de la talla de Napoleón Bonaparte, Catalina la Grande, Federico II de Prusia, el Duque de Wellington, Robert Peel, La Fayette, Estanislao II Poniatowski, Moses Mendelssohn, William Pitt, Grigori Alexandrovich Potemkin, Samuel Adams y Johann Caspar Lavater.
Mantuvo reuniones fructíferas con otros destacados personajes hispanoamericanos, como Simón Bolívar, José Francisco San Martín, Andrés Bello, Bernardo O'Higgins, Carlos Montúfar, Carlos María de Alvear, Fray Servando Teresa de Mier, Domingo José Martins, Manuel Palacio Fajardo, Juan Germán Roscio, el Marqués del Apartado, Hipólito Costa, Luis López Méndez, José Bonifácio de Andrada e Silva, José de Antepara, Matías de Irigoyen y Nicolás Rodríguez Peña.

### En Madrid

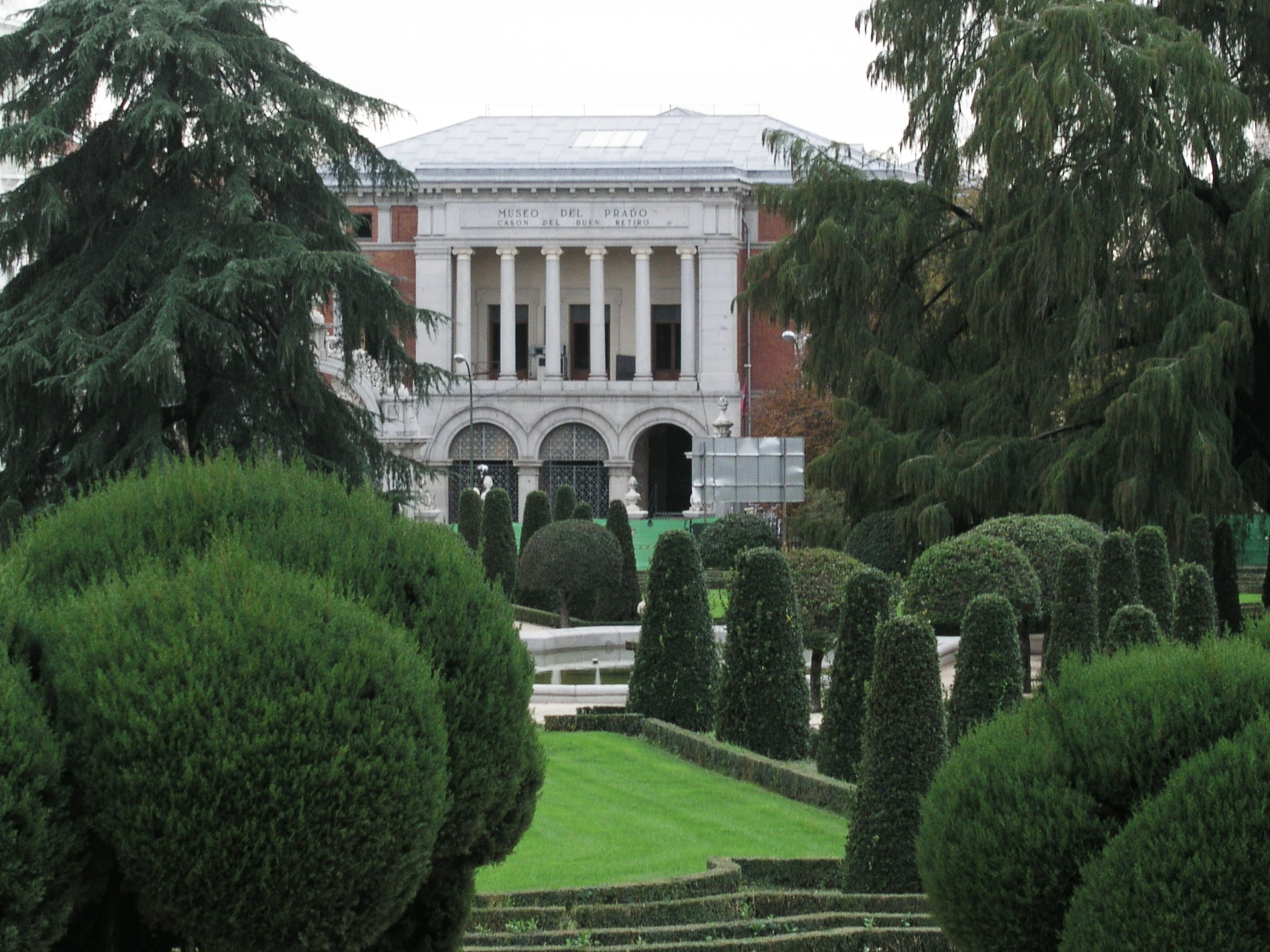
Casón del Buen Retiro. Miranda contempló edificios y monumentos emblemáticos del Madrid de la época.

El 27 de marzo de 1771, Miranda llegó a Madrid y comenzó a estar consciente de realidades que ignoraba hasta entonces y que le impresionaron notablemente, tales como una gran biblioteca, la abundancia de obras de arte, la majestuosidad de los edificios y el espectáculo de la nieve y los cultivos decorando el paisaje, que le parecieron fabulosos.
Durante sus primeros días estuvo hospedado en una posada hasta que logró trasladarse a una vivienda particular, en la que se instaló de forma cuidadosa e inició sus primeros estudios en la ciudad con lecciones de Matemáticas, Geografía y de los idiomas inglés y francés, iniciando así un aprendizaje que no sólo comprendía la formación académica, sino también recorridos minuciosos por la ciudad y sus alrededores.
La llegada de Miranda a Madrid coincidió con una etapa de transformación urbanística de la ciudad iniciada por el rey Carlos III, que abarcó de forma directa e indirecta todos los aspectos de la vida de sus habitantes, lo que dio un impulso renovador beneficioso para la ciudad.
Así Miranda contempló edificios y monumentos emblemáticos del Madrid de la época, como la Fuente de Neptuno, La Cibeles, el Paseo del Prado, el Palacio del Buen Retiro, y poblaciones aledañas, como El Escorial o Segovia.
En lo social, el Madrid de entonces concentraba su vida literaria en la Fonda de San Sebastián, lugar frecuentado por ilustres escritores, y una actividad cultural pujante a la que la obra de la Real Academia, las sociedades económicas y el auge de las imprentas contribuyeron notablemente.
La Plaza de Toros y los teatros populares eran los centros de distracción cotidianos en los que la Nobleza no podía evitar el contacto con «la plebe» y se entremezclaban las costumbres populares con las cortesanas. Y también era el Madrid en el que la Santa Inquisición vigilaba por todas partes a modo de policía cultural y política.[cita requerida]
Es en el Madrid de esta época donde Miranda tiene sus primeras impresiones fuera de Venezuela y también comienza a crear su biblioteca personal, en la que empezó a tener incluso libros que estaban prohibidos por la Inquisición y de la que mantuvo una lista detallada en su archivo personal.
La naturaleza y el número de libros adquiridos en Madrid son una indicación precisa de que existía en la ciudad un ambiente intelectual muy amplio. Libros de matemáticas, arte militar, historia, religión, filosofía y literatura formaron parte de sus lecturas.
Muchos de esos libros constituyeron para Miranda enseñanzas definitivas, que mantuvo cerca de él durante el resto de su vida, entre los que destacan las obras de Maquiavelo; La destrucción de las Indias, de Fray Bartolomé de Las Casas; obras de lord Bolingbroke, Burke y Locke; Los principios del arte militar, de Federico de Suecia; La historia filosófica, del Abate Reynal; Los principios de política natural, de Burlamaqui; los Comentarios, de Julio César; El arte de la guerra, de Puyssegur; la Táctica, de Guibert; así como obras de Pope y Virgilio.
Buscó ampliar sus conocimientos científicos y literarios con el estudio de la trigonometría, la geometría, el álgebra, la física, la óptica, la gramática, la poesía y la comedia. También complementó su cultura general con lecturas de religión e historia y mejoró sus conocimientos de los idiomas italiano, inglés y francés.
Por último adquirió una flauta para ejercitarse en el arte de la música, leyendo las Reflexiones sobre la música del Abate Dubos.
Asimismo, se ejercitó con la geografía mediante el uso de mapas y globos terráqueos y, como quería presentarse para obtener el grado de Capitán en el Ejército real, se empeñó en estudiar táctica, arte militar, arquitectura militar, ingeniería militar, artillería, fortificación y ataque de plazas.
Después de una concienzuda preparación y del pago de 85 000 reales de vellón, obtuvo una Patente de Capitán según el trámite administrativo correspondiente, que le fue concedida el 7 de enero de 1773 mediante escritura notarial.

### Primeras campañas

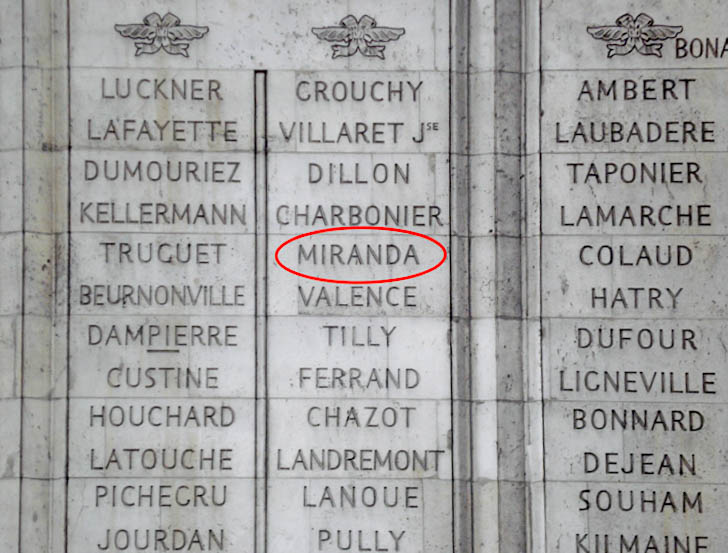
Miranda participó directamente en la Revolución francesa, por lo cual le fue otorgado el título de Héroe de la Revolución y mariscal de Francia. Es el único americano que tiene su nombre grabado en el Arco de Triunfo en París

Después de serle concedida la patente, el ahora Capitán Francisco de Miranda fue asignado al Regimiento de Infantería de la Princesa, al mando del mariscal de campo Juan Manuel de Cajigal y Monserrat, iniciando así su carrera militar.
Desde 1773 hasta 1780, Miranda estuvo asignado en las plazas militares de Madrid, Granada, Melilla y Cádiz de forma intermitente y tuvo una vida social intensa en la que aparecen sus dos primeras amantes.
Tuvo que compaginar a la vez la vida social con su actividad militar, que ya no fue de estudio, sino de combate. Enfrentó problemas disciplinarios dentro del Ejército real y su carácter fue evolucionando de forma que siguió cultivándose intelectualmente con libros que inevitablemente hicieron que la Inquisición comenzara a vigilar sus actividades.
En esta época tuvo lugar su primera hazaña militar durante el sitio de Melilla, llevado a cabo desde el 9 de diciembre de 1774 hasta el 19 de marzo de 1775, en el que las fuerzas españolas lograron rechazar a las del sultán de Marruecos Sidi Muhammed ben Abdallah.
En dicha acción, Miranda presentó al comandante español Juan Sherlock un plan para inutilizar la artillería enemiga mediante una especie de operación tipo comando que él mismo estaba dispuesto a dirigir.
Después, en julio de 1775, Miranda fue enviado con las tropas españolas destinadas a conquistar Argel en una acción militar que fracasó y de la que logró escapar milagrosamente a pesar de estar herido en las piernas y de que su mosquete había sido destrozado por una bala enemiga.
A pesar de las acciones realizadas y del peligro enfrentado, Miranda no obtuvo condecoración o ascenso alguno y fue destinado a la guarnición de Cádiz.
Allí el conde O'Reilly le impone un arresto por fallas en el uso del uniforme y poco después su situación se complicó aún más en Madrid. Tras la intervención del inspector general y de su antiguo comandante Cajigal, el mismo rey dispuso que fuera trasladado al Batallón de Aragón en Cádiz como Ayudante de campo bajo las órdenes de Cajigal.

## Misiones en Norteamérica y las Antillas (1781-1784)

### Guerra de Independencia de los Estados Unidos
España se involucró en la guerra de Independencia de Estados Unidos con el objetivo de ampliar sus territorios en Luisiana, recuperar Florida, obligar a Gran Bretaña a mantener varios frentes bélicos simultáneamente y procurar, de paso, recuperar Gibraltar. El capitán general de la Luisiana española, Bernardo de Gálvez, atacó en 1779 a los británicos en Baton Rouge y Natchez, consiguiendo liberar la cuenca baja del río Misisipi de fuerzas hostiles que pudieran amenazar su capital, Nueva Orleans.
Para reforzar el contingente español se organizó en Cádiz una flota expedicionaria a principios de 1780 al mando del almirante José Solano y Bote, en la que Miranda participó como miembro de las tropas de infantería de Cajigal. La flota partió de Cádiz el 28 de abril de 1780 y llegó a La Habana el 4 de agosto del mismo año.
En 1781 se preparó un ataque contra Pensacola en la Florida en una acción conjunta en la que debían participar las fuerzas españolas de Luisiana y la flota expedicionaria.

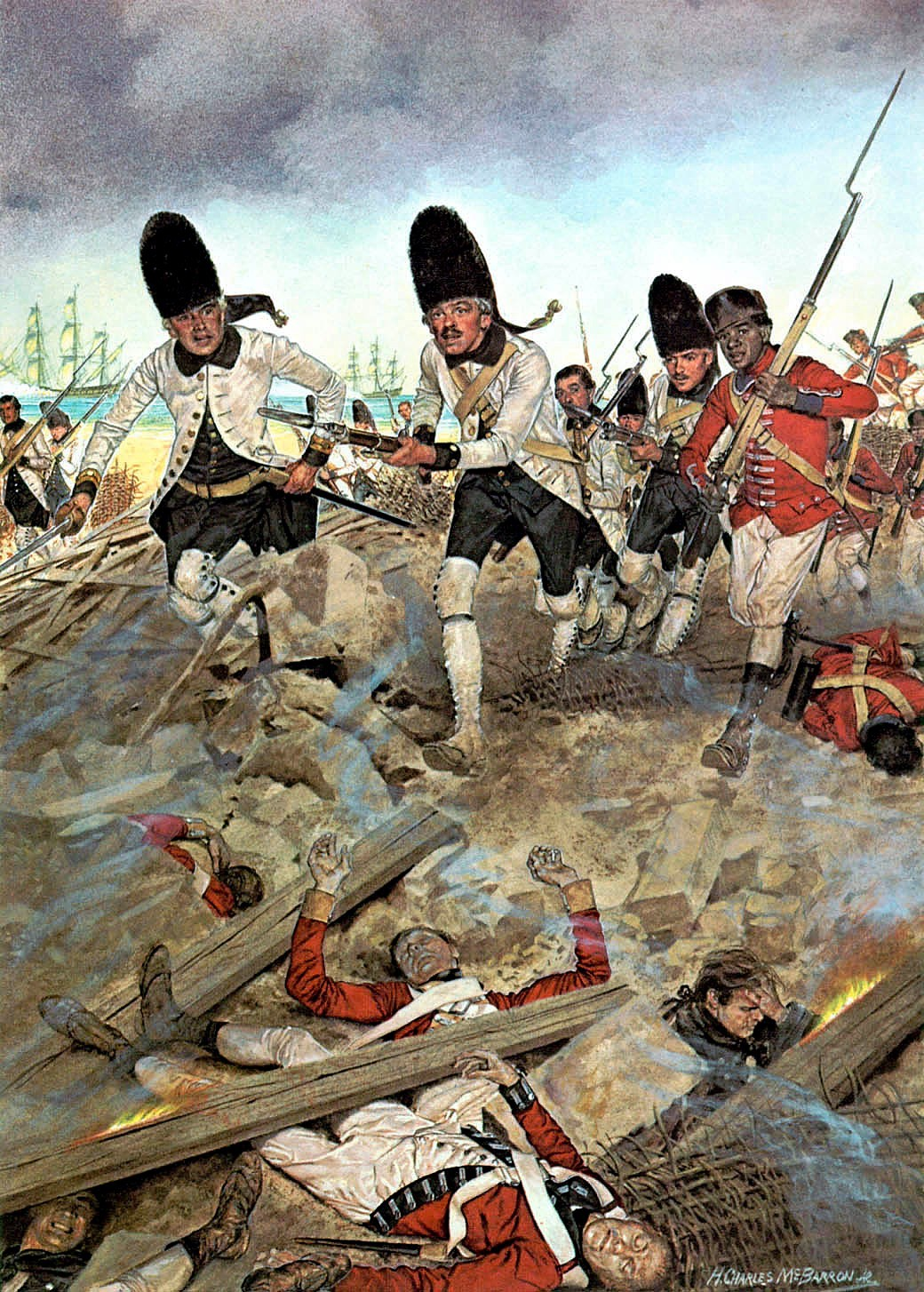
Batalla de Pensacola

Miranda viajó con las fuerzas de Cajigal que salieron de La Habana el 9 de abril de 1781 para participar en la batalla de Pensacola, acción militar que culminó el 8 de mayo de 1781 con victoria de las fuerzas españolas. Miranda fue ascendido a teniente coronel por su labor en la planificación y estudio del terreno.

### Las Antillas
Miranda permaneció destacado un tiempo en Pensacola, continuó adquiriendo libros para aumentar su biblioteca personal y compró cuatro esclavos negros para proveerse de servicio doméstico. Poco después, Cajigal le encargó que descubriera secretamente la situación militar británica en Jamaica bajo el pretexto formal de ser un comisionado español encargado de negociar un convenio de intercambio de prisioneros. Tras recibir el despacho oficial encomendándole la misión, Miranda se embarcó con rumbo a Jamaica, vía Batabanó, y llegó a Kingston el 20 de septiembre de 1781.
Al principio su presencia provocó una natural desconfianza en los ingleses, pero a pesar de ello logró realizar con éxito su misión de reconocimiento y, además, negoció un convenio, fechado el 18 de noviembre de 1781, que regulaba el canje de prisioneros españoles e ingleses del mismo rango.
Con la información obtenida, Miranda volvió a Cuba y, tras tocar tierra en Batabanó, envió un informe al capitán general de Cuba con detalles muy precisos sobre las operaciones y capacidad de las tropas británicas en el sector.
Sin embargo, lo que debía culminar como una acción destacada en la carrera militar de Miranda, terminó siendo empañada como consecuencia de una Sumaria de 155 hojas que la Inquisición había remitido contra él en Sevilla el 11 de noviembre de 1778 por delitos de proposiciones, tenencia de libros prohibidos y pinturas obscenas.
La orden de enviar a Miranda de regreso a España, en cumplimiento de la sentencia del 5 de febrero de 1782 del Supremo Consejo Inquisitorial, no llegó a cumplirse debido a diversos fallos de fondo y forma en el proceso administrativo que hacían que la orden se cuestionase, y también en parte por el apoyo incondicional del comandante Cajigal.
Mientras se conseguía que el rey revisara el caso, Cajigal encomendó a Miranda la misión de acompañarle en el ataque a las islas Bahamas, en el que se logró la capitulación inglesa el 8 de mayo de 1782 a favor de España en unas negociaciones dirigidas por Miranda y en las que consiguió, además, la cesión de todas las islas.
La eficiencia demostrada por Miranda en las Bahamas le valió entonces la recomendación de Cajigal para que fuera ascendido a coronel y pasó a estar bajo las órdenes del comandante general de las fuerzas españolas en Cuba, Bernardo de Gálvez, como ayudante de campo en la población de Guárico, del Saint Domingue francés, en la isla de La Española.
En aquel momento los españoles estaban preparando una acción conjunta con los franceses para invadir Jamaica (último reducto inglés en el Golfo de México) y la población de Guárico era el lugar idóneo para planificar estas operaciones por estar cercano a la isla y por su posición de fácil acceso para poder reunir tropas. Los mandos consideraban a Miranda la persona idónea para planificar las operaciones por tener un conocimiento de primera mano de la situación de los ingleses en la zona.
No obstante, un ataque preventivo de los ingleses y las dificultades de la flota francesa, que forzaron la paz entre Inglaterra y Francia, hicieron que la invasión no se concretara, y por lo tanto Miranda permaneció así un tiempo en Guárico, en el que la Inquisición sería su principal problema.

### Exilio en Estados Unidos y concepción de Colombeia

A la izquierda, proyecto de nación mirandino: Colombeia, inspiración para los proyectos bolivarianos de la Gran Colombia y la Federación de los Andes.

Al no concretarse la invasión de Jamaica, las prioridades para las autoridades españolas cambiaron y por consiguiente el proceso de la Inquisición contra Miranda tomó un nuevo impulso. Con el tiempo los problemas de Miranda con la Inquisición se complicaron y las autoridades enviaron a Miranda a La Habana para ser arrestado y enviado a España, pero cuando en febrero de 1783, el ministro de Indias José de Gálvez envió al capitán general de La Habana Don Luis de Unzaga y Amézaga 'le Conciliateur' para arrestar a Miranda, esta información le llegó a Miranda, quien supo que en España no iba a tener un juicio justo, de esta manera pudo, por diversas circunstancias, frustrar estos planes para su arresto y lo logra, con la ayuda de Cajigal y el estadounidense James Seagrove, que organizaron su viaje en un barco que partió el 1 de junio de 1783 con destino a Estados Unidos donde el 10 de julio de 1783 en New Bern. Durante el tiempo que estuvo en Estados Unidos, Miranda realizó un estudio crítico sobre sus defensas militares en el que demostró un conocimiento amplio sobre el desarrollo del conflicto estadounidense y sus circunstancias.
Allí Miranda preparó y fijó la técnica de correspondencia que usó durante el resto de su viaje, en el que conoce a las personas mediante el obsequio y préstamo de libros, y examina la cultura y las costumbres de los sitios por los que pasa de una forma metódica. Pasa por Charleston, Filadelfia y Boston, y va tratando con diversos personajes de la sociedad estadounidense en veladas y paseos, en los que llegó a tener algunas aventuras amorosas que Miranda mismo calificó de intrascendentes hasta llegar a Nueva York.
En esta ciudad conoció a la importante familia Livingston, cuyos miembros ocupaban destacadas posiciones políticas y tenían vínculos con otras familias relevantes de la ciudad. Al parecer Miranda mantuvo una relación romántica con Susan Livingston, hija del canciller Livingston, que se vislumbra cuando Miranda realiza un viaje a Boston y en el que la joven parece estar enamorada de él según las cartas que le escribía.
Parece, sin embargo, como si Miranda no deseara pasar más allá de una simple amistad, lo que explicaría su más bien precipitada salida de Nueva York. Aunque Miranda mantuvo el contacto epistolar con Susan durante años, nunca volvió a verla, por lo que posiblemente llegara a pensar que una relación que le llevara al matrimonio no era compatible con sus planes y forma de vida. Durante el tiempo que estuvo en Estados Unidos, Miranda conoció a George Washington en Filadelfia cuando este venía de recibir el control militar de Nueva York tras el fin de la guerra. También conoció a otros personajes como el general Henry Knox o Samuel Adams. Además, tuvo conocimiento de ciertas instituciones de la nueva nación que lo impresionaron favorablemente, como la biblioteca de New Port, el Princeton College, Rhode Island College o el Cambridge College.
La permanencia de Miranda en los Estados Unidos solo se vio afectada por el conflicto de intereses entre Francia y España en este país después de la guerra, ya que los franceses no estaban interesados en que se divulgaran demasiado los aspectos negativos de su intervención en el conflicto, y el fracaso de la invasión de Jamaica era uno de ellos. Al parecer se habían enviado informes desde La Habana al gobierno estadounidense que acusaban a Miranda como un traidor y desertor, informes que fueron divulgados por los franceses para perjudicarle, puesto que él era la única persona que podía desmentir la acusación del fracaso de la invasión de Jamaica como responsabilidad de España. La difusión de estos informes hizo que la situación de Miranda fuera comprometida, dado que no podía defenderse sin divulgar los detalles de su misión de espionaje en Jamaica que eran secreto de Estado, y por lo tanto, ante esta situación, decide marcharse a Inglaterra.
En Pensacola, Florida, Miranda tuvo la visión de un gran imperio independiente que agrupara a todos los territorios que estaban en poder de españoles y portugueses desde la margen derecha del río Misisipi en el norte hasta la Tierra del Fuego en el extremo sur del continente. El imperio estaría bajo dirección de un emperador hereditario llamado Inca para apaciguar a las etnias indígenas y tendría una legislatura bicameral. Concibió el nombre Colombeia para este imperio, inspirándose en Cristóbal Colón.

## En Europa (1785-1790)

### De Inglaterra a Rusia

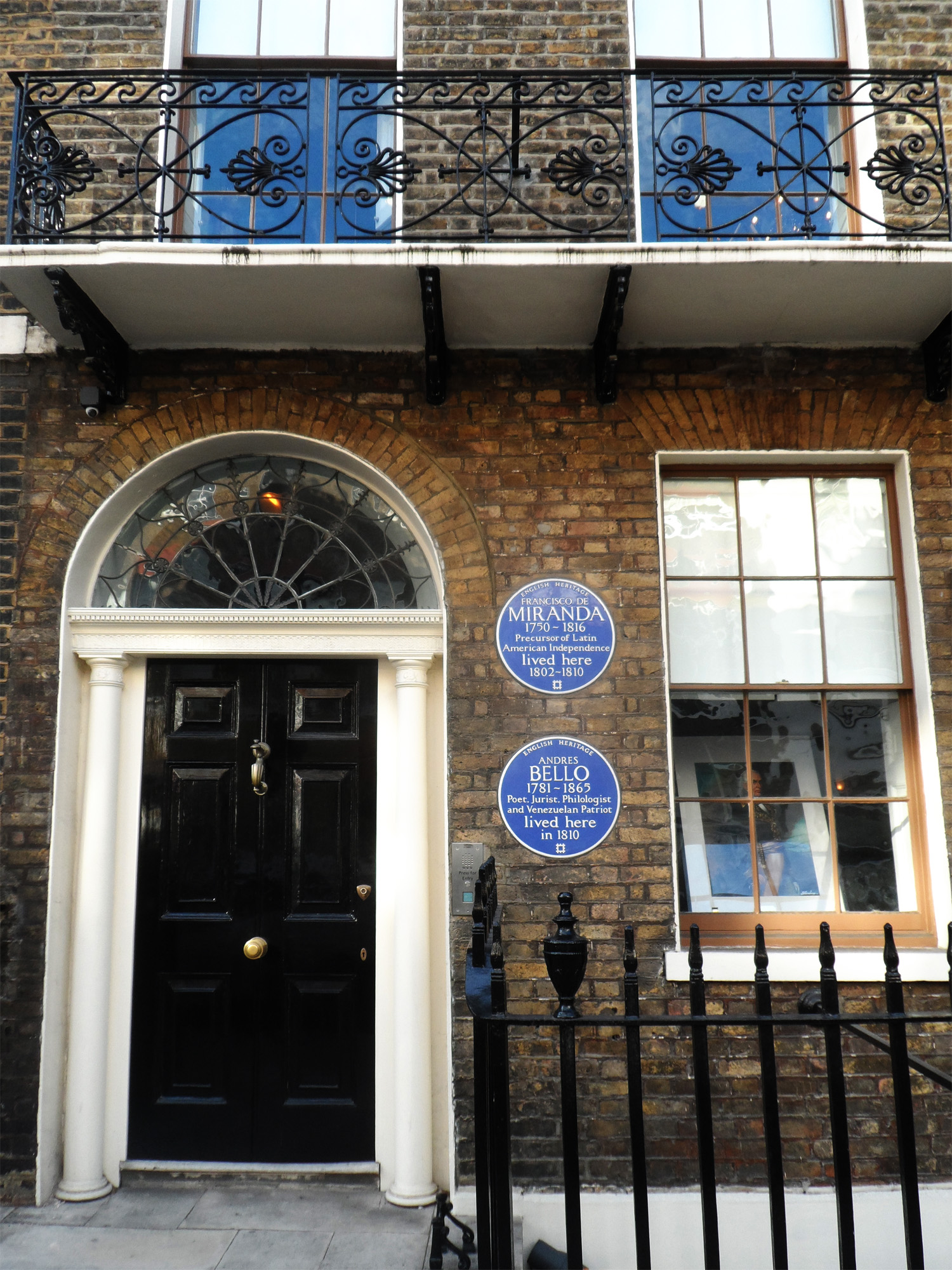
La casa de Miranda en el 58 de Grafton Way, donde vivió entre 1802 y 1810, cuando viajó a Venezuela para unirse al movimiento patriótico de Independencia

El 15 de diciembre de 1784, Miranda salió del puerto de Boston en la fragata mercante Neptuno a las cinco de la tarde rumbo a Londres, y después de un viaje que duró unos 56 días, llegó a Inglaterra el 10 de febrero de 1785.
En Londres, Miranda fue vigilado discretamente por los españoles ante las sospechas de traición que recaían sobre él. Los informes que redactaron resaltan tanto los tratos que mantuvo Miranda con personas sospechosas de conspirar contra España como con personajes considerados eminentes sabios de su tiempo.[cita requerida]
Por esa misma época llegó a la corte de Inglaterra, como secretario de la primera embajada de Estados Unidos, el coronel William Stephens Smith, a quien Miranda conocía de su estancia en Nueva York. Smith contraería matrimonio al año siguiente, el 12 de junio de 1786, con Abigail Nabby Adams, hija de Abigail Smith y del embajador John Adams, quien más tarde sería el segundo presidente de Estados Unidos.
Miranda y el coronel Smith decidieron viajar a Prusia para presenciar las maniobras militares preparadas por el rey Federico II el Grande. Bernardo del Campo, embajador de España en la capital británica desde 1783, proporcionó a Miranda una carta de presentación para el ministro de España en Berlín, mientras que James Penman, hombre de negocios inglés con quien Miranda había trabado amistad en Charleston, se encargó de guardarle sus papeles mientras estuviera de viaje.
Sin embargo, la amabilidad del embajador español encubre su intriga para lograr que Miranda viaje a Calais y allí pueda ser apresado y entregado a España. La farsa, que asignaba también un papel a la esposa y a la hija del vicecónsul español en Londres con el pretexto de salir de Inglaterra para ingresar a la joven en un monasterio, se desbarató porque el venezolano y su amigo se dirigieron el 10 de agosto de 1785 a un puerto neerlandés (Hellevoetsluis) y no a la ciudad del norte de Francia.
Pasó por regiones de las actuales Bélgica, Alemania, Austria, Hungría y Polonia; se trasladó a tierras griegas e italianas, donde permaneció durante más de un año, y visitó la corte de Catalina II de Rusia en Kiev. En Hungría estuvo en el palacio del príncipe húngaro Nicolás Esterházy (1765-1833), quien simpatizaba con sus ideas y, aparte de acogerlo amablemente, lo envió en uno de sus carruajes con una carta de recomendación a encontrarse con el conocido músico Joseph Haydn, que vivía y trabajaba en la corte del aristócrata húngaro.

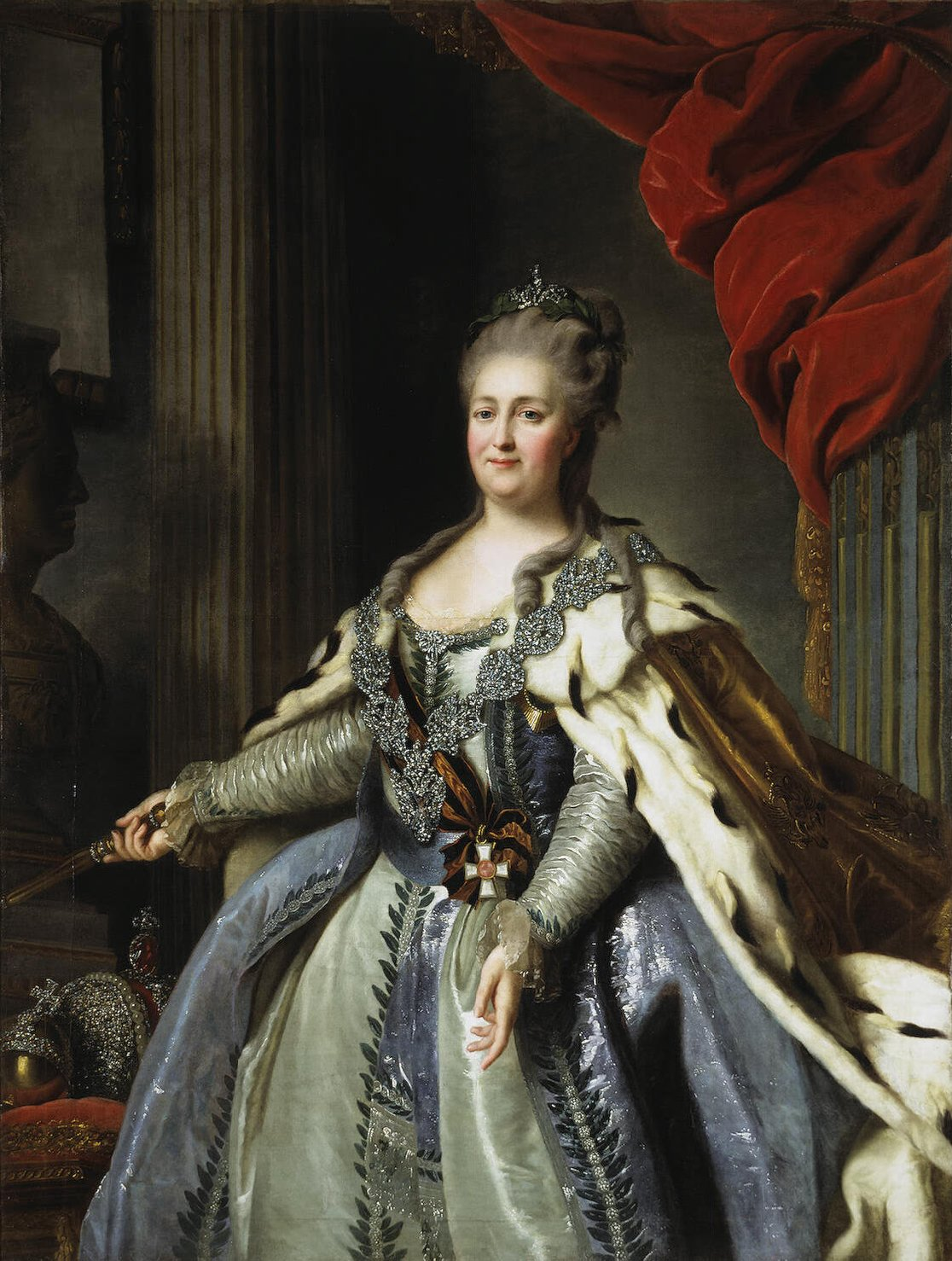
Catalina II de Rusia

Después de pasar por Constantinopla, capital turca, con la que los españoles mantenían relaciones diplomáticas desde 1783, fue obligado a pasar una cuarentena sanitaria en Jersón, y el príncipe Potemkin le presentó a Catalina II en Kiev el 13 de febrero de 1787. Catalina mostró bastante interés por los asuntos de América y sus sistemas de gobierno.

## Miranda y la Revolución francesa (1791-1798)

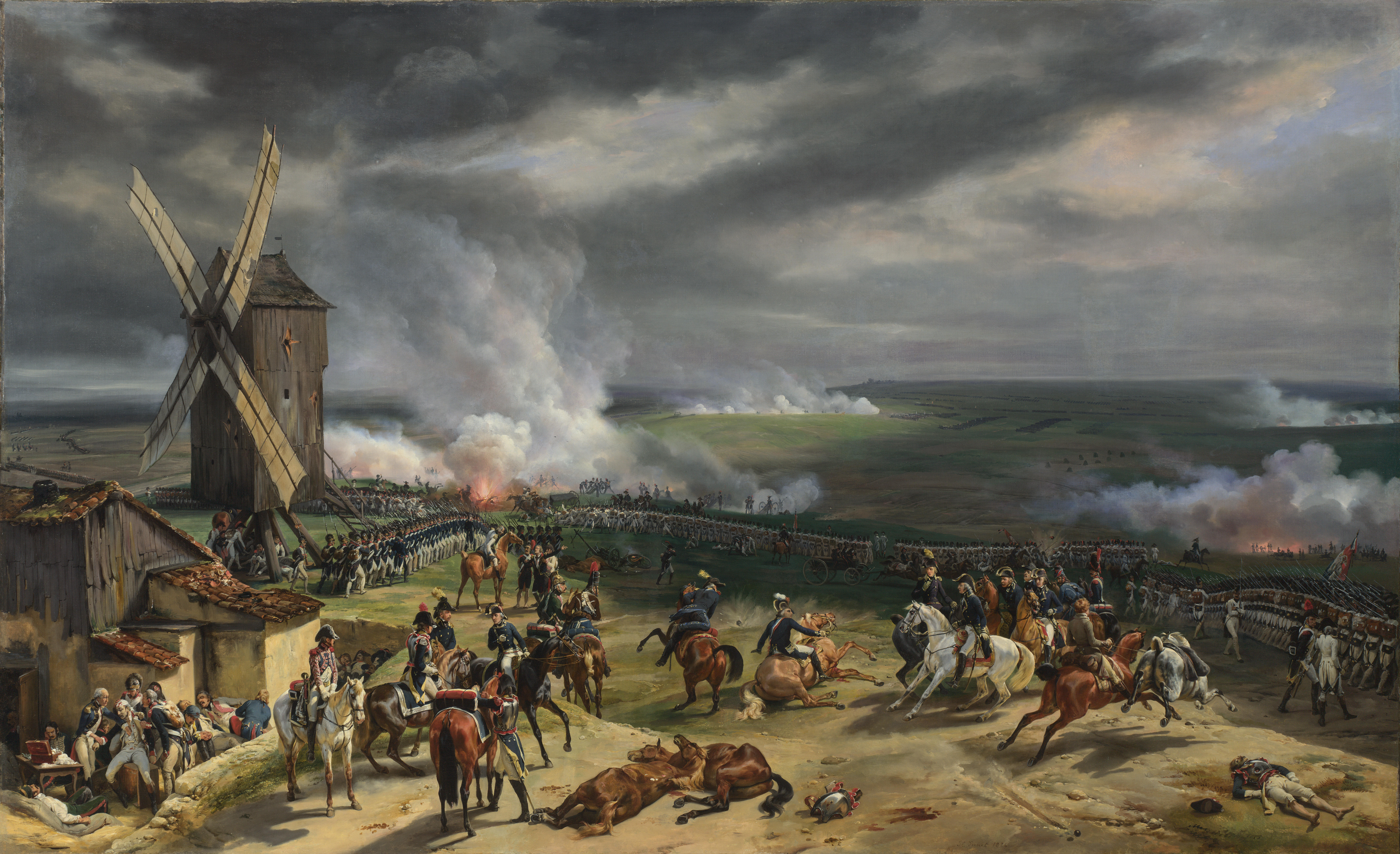
En 1792, Miranda participó en la Batalla de Valmy, uno de los episodios bélicos más importantes de las Guerras Revolucionarias Francesas

En 1791, Miranda tomó parte activa en la Revolución francesa. En París, hizo amistad con los girondinos Jacques Pierre Brissot y Jérôme Pétion de Villeneuve. Sirvió brevemente como general en una sección del Ejército revolucionario francés (llamado entonces «La Convención») que luchó en la campaña de 1792 para detener el avance del ejército prusiano, dirigido por el duque de Brunswick-Luneburgo, cuyo objetivo era invadir Francia desde los Países Bajos. Miranda alcanzó el grado de mariscal de Francia bajo el mando de Charles François Dumouriez. Durante la campaña participó en las batallas de Argonne, Wargemoulin, Amberes, Lieja, Tongres, Paliemberg y Valmy, donde llegó a ser segundo jefe del ejército del norte, del cual se separaría por grandes diferencias con Dumouriez tras haber replegado sus tropas en Maastricht.
Durante el reinado del terror instituido por Bertrand Barère de Vieuzac, Miranda fue arrestado varias veces por los jacobinos, incluso en La Conciergerie de París, cuyos reclusos eran guillotinados en su mayoría. Sometido a juicio en el Tribunal Revolucionario (instituido por Danton), por supuesta negligencia en la defensa de Maastricht, fue defendido por Claude Chaveau-Lagarde ―insigne abogado que defenderá, a riesgo propio y sin el mismo éxito, a la reina María Antonieta de Austria―, siendo amenazado con ser deportado después de una medida del Directorio de la Monarquía y los Girondinos. Sin embargo, fue absuelto de los cargos en 1795 y se trasladó a Inglaterra en 1798.

## Expediciones en América del Sur (1806-1808)

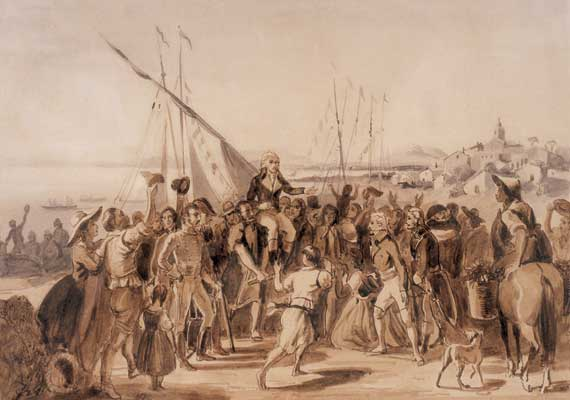
Recibimiento de Miranda en La Guaira, Mauricio Rugendas,.

Su contribución más grande está, probablemente, en las guerras de independencia hispanoamericanas.

El 9 de noviembre de 1804, Miranda desembarca en Nueva York procedente del Reino Unido. Allí, permaneció algo más de un año y mantuvo contactos con destacadas personalidades públicas, como el presidente Jefferson y el secretario de Estado Madison, y privadas, como Jacob Lewis, comerciante de Puerto Príncipe, y el coronel William Stephens Smith, a la sazón inspector del puerto de Nueva York y a quien conocía desde 1783. Fue Smith quien le puso en contacto con el armador y contrabandista estadounidense Samuel G. Ogden, propietario de una corbeta que Miranda contrató y que rebautizó en inglés con el nombre de su hijo Leandro. El Marqués Casa de Irujo, Embajador de España en Washington, denunció el apoyo prestado al general Miranda para invadir a Venezuela violando la Ley de Neutralidad de 1794.[cita requerida]

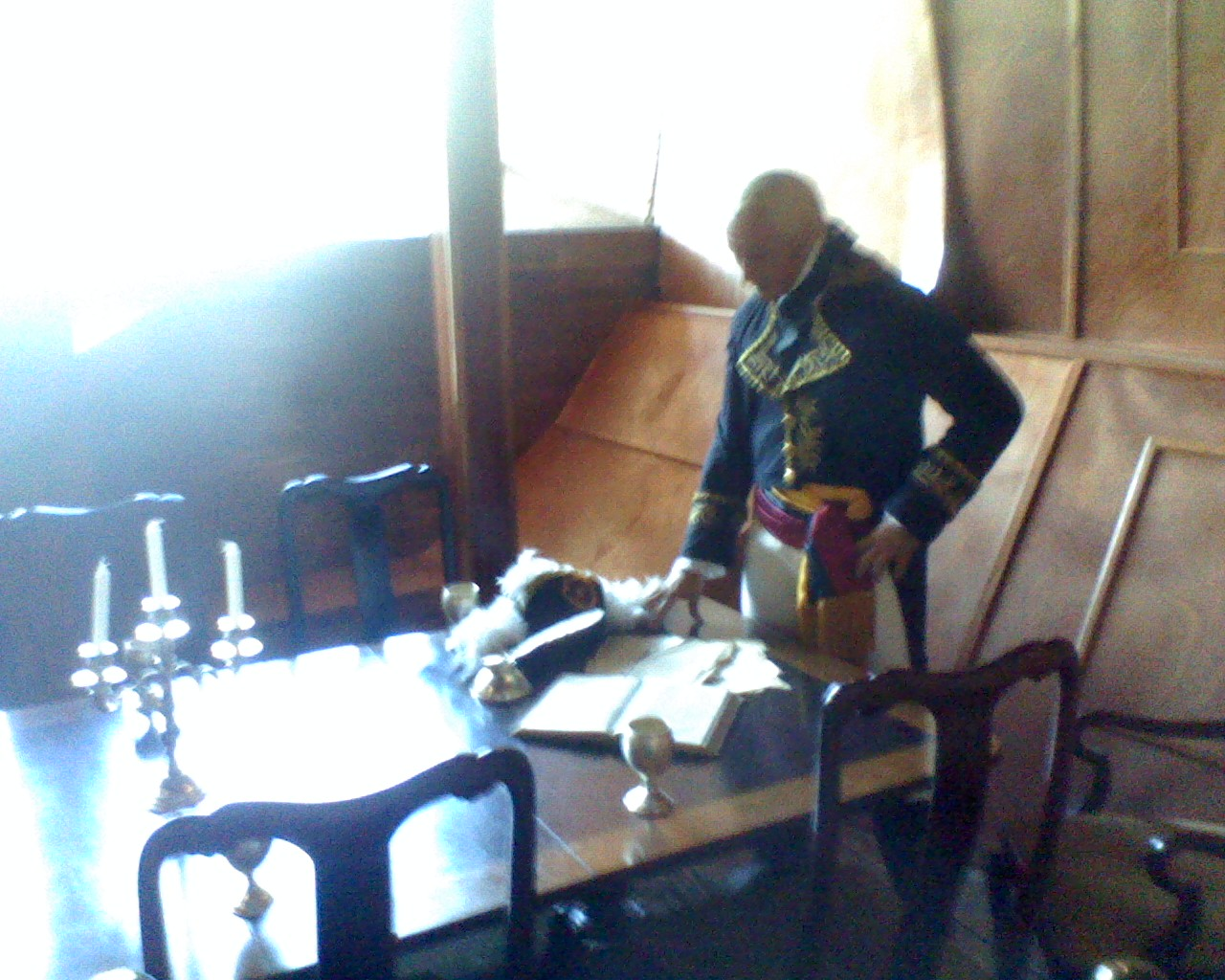
Figura de cera del generalísimo Francisco de Miranda, realizada por el artista Israel Linares.

El 2 de febrero de 1806, con el beneplácito político y el apoyo económico de estadounidenses y británicos, Miranda partió en la Leander hacia Haití, donde se le sumarían dos goletas y el buque Emperador. Su intención era desembarcar posteriormente en Venezuela, obtener el apoyo de la población y comenzar la lucha definitiva por la independencia. Tras ser interceptada por la fragata británica Cleopatra, al mando del capitán Wright, la corbeta prosiguió su travesía hasta tomar tierra en Jacmel, en la isla de La Española, el 20 de febrero. Allí permaneció la expedición seis semanas y consiguió fletar las goletas Bacchus y Bee, con las que también se dirigió a tierra firme. Después de fracasar en el desembarco de Ocumare de la Costa el 27 abril, donde entabló combate con las fuerzas navales realistas al mando de Antonio Tiscar, se refugió en la colonia británica de Trinidad, adonde llegó con un solo navío, la corbeta Leander. La flota realista escoltó a las dos goletas hasta Puerto Cabello junto a 58 prisioneros que fueron encerrados en el castillo de San Felipe. En represalia, 10 prisioneros, en su mayoría estadounidenses acusados de piratería, fueron ahorcados y descuartizados en la plaza mayor de Puerto Cabello el 21 de julio de 1806. Los demás sufrirían prisión por más de diez años. Uno de los desafortunados mercenarios fue el impresor Miles L. Hall, quien por tal motivo ha sido considerado como el primer mártir de la imprenta en Venezuela.
El gobernador británico de Trinidad, Thomas Hislop le facilitó a Miranda buques y pertrechos. Con una expedición aumentada ahora a 11 buques y 300 hombres de desembarco, llega a las costas de Coro (Venezuela) el 1.º de agosto de 1806. En la madrugada del día 3, mientras los buques descargaban su artillería, Miranda y sus hombres se precipitan a tierra. Ese mismo día, en lo alto del Fortín de La Vela, la bandera venezolana tricolor fue izada por primera vez. No obstante, al no encontrar apoyo popular, se reembarcó diez días después con rumbo a Aruba y luego de algún tiempo en Trinidad como huésped del gobernador Hyslop se dirige a Inglaterra.

## Primera República de Venezuela (1811-1812)

### Regreso a Venezuela

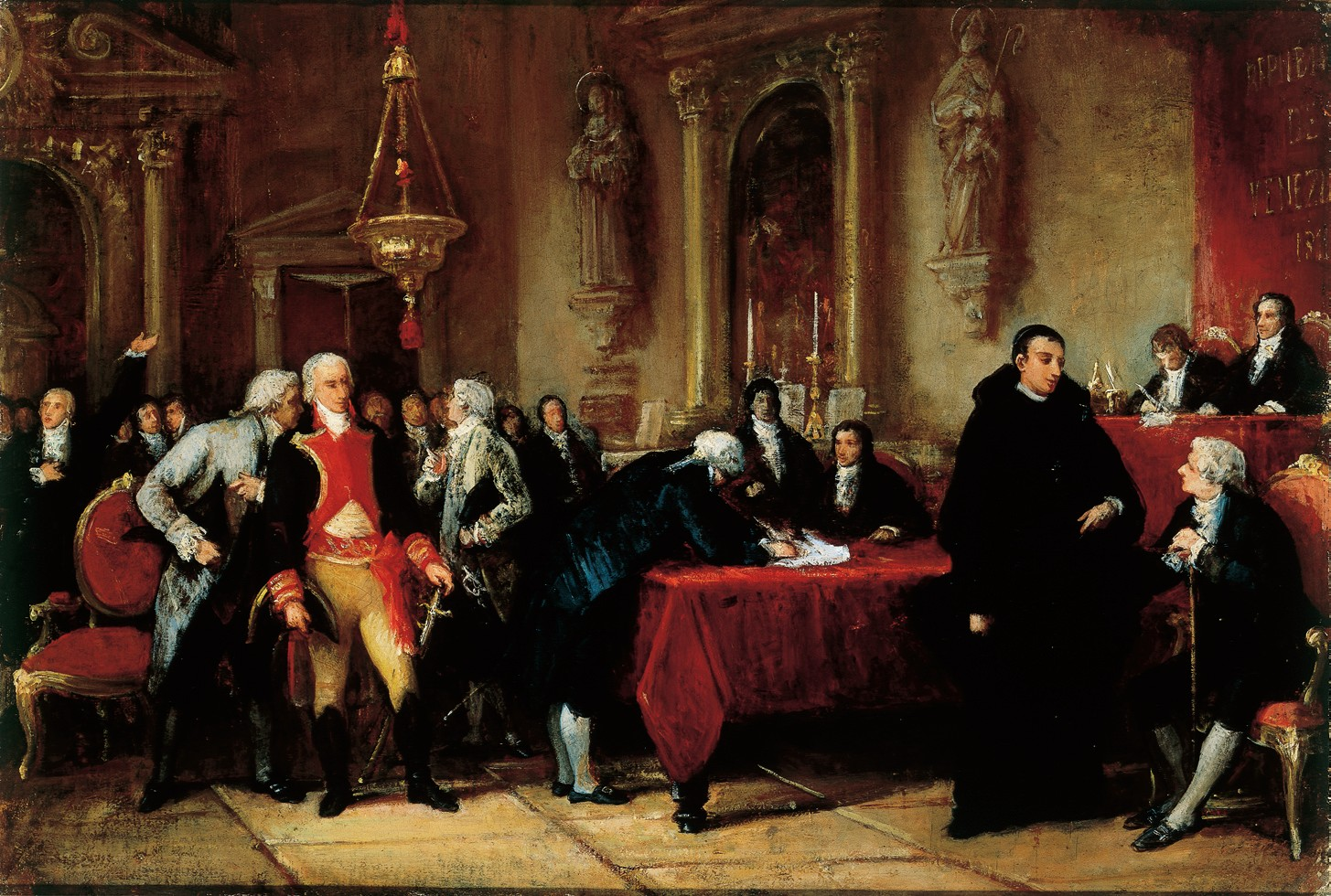
Firma del Acta de la Independencia en 1811

El 19 de abril de 1810, Venezuela inició su proceso independentista, por lo que Simón Bolívar, Luis López Méndez y Andrés Bello persuadieron a Miranda, en misión diplomática en Londres, para que volviera a su tierra natal. Cuando lo hizo, Miranda fue recibido con honores en el Puerto de La Guaira. En Caracas se le confiere el grado de general del ejército y funda la Sociedad Patriótica, que se convertirá en la principal promotora del rompimiento con España. Posteriormente es elegido diputado por El Baúl, en la provincia de Caracas, al congreso constituyente de 1811. El 5 de julio de 1811, firmó el Acta de la Declaración de Independencia de Venezuela.

### Dictadura de Miranda
Más tarde, ante el avance de las tropas españolas al mando de Domingo Monteverde en 1812, asumió la presidencia con poderes discrecionales, tras ser nombrado el 23 de abril dictador por el Triunvirato ejecutivo con el rango de generalísimo.
Las fuerzas realistas contraatacaron, pero Miranda era incapaz de pasar a la ofensiva por las constantes deserciones que se daban en sus tropas, situación agravada por el Terremoto de Venezuela de 1812 (26 de marzo) que afectó en su mayoría a centros poblados bajo control de los patriotas, además de la impopularidad de la causa de la independencia en la sociedad venezolana. Miranda intentó resistir el ataque realista pero la caída de la plaza de Puerto Cabello (bajo el comando de Simón Bolívar), la rebelión de los esclavos de Barlovento, así como el creciente número de los ejércitos españoles que le atacaban (Monteverde desde Valencia y Yáñez desde Calabozo), le hicieron imposible resistir.
Temiendo una derrota brutal y desesperado, en correspondencia con las facultades otorgadas por el Triunvirato ejecutivo, que en el Decreto del 23 de abril de 1812, le había otorgado el cargo de dictador plenipotenciario y jefe supremo, con rango de generalísimo. Miranda firma la capitulación del ejército patriota, el 25 de julio de 1812, en la ciudad de San Mateo.

### Encarcelamiento y enfrentamiento con Bolívar

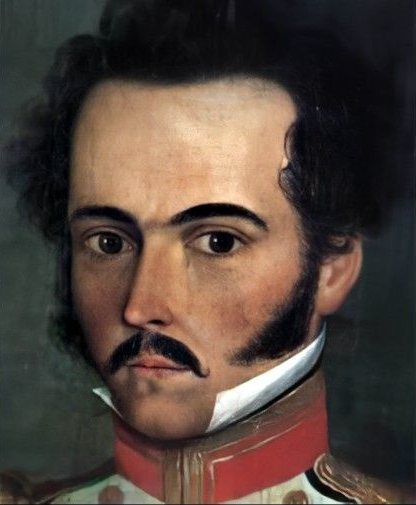
Simón Bolívar ordenó arrestar a Miranda en 1812.

La firma de la capitulación generaría confusión y se interpretaría como una traición, por lo que antes de embarcarse en el puerto de La Guaira y salir rumbo al exterior para proseguir la lucha, un grupo de oficiales dirigidos por Bolívar apresaron a Miranda, y el coronel José Mires lo encerró en el fuerte San Carlos el día 31 de julio. Al parecer, la intención de Bolívar habría sido fusilarlo por considerar que el pacto de San Mateo era un acto de traición, pero finalmente, atendiendo diversos consejos, Miranda fue encarcelado bajo el coronel Manuel María de las Casas, comandante militar del puerto, quien en secreto se pasó al bando español, entregando a Miranda a Domingo de Monteverde, junto con los demás refugiados que no habían conseguido zarpar (Simón Bolívar desconocía la traición de Manuel María de las Casas, y se dirigió entonces a Caracas, ya en manos de los realistas, donde gracias a la intercesión de algunas amistades en el bando enemigo, obtuvo un pasaporte de Domingo de Monteverde, de quien se dice que expresó textualmente "Debe satisfacerse el pedido del coronel Bolívar, como recompensa al servicio prestado al rey de España con la entrega de Miranda", tiempo después de salir de Venezuela, Bolívar regresaría a reiniciar la guerra).

## Prisión y muerte (1813-1816)

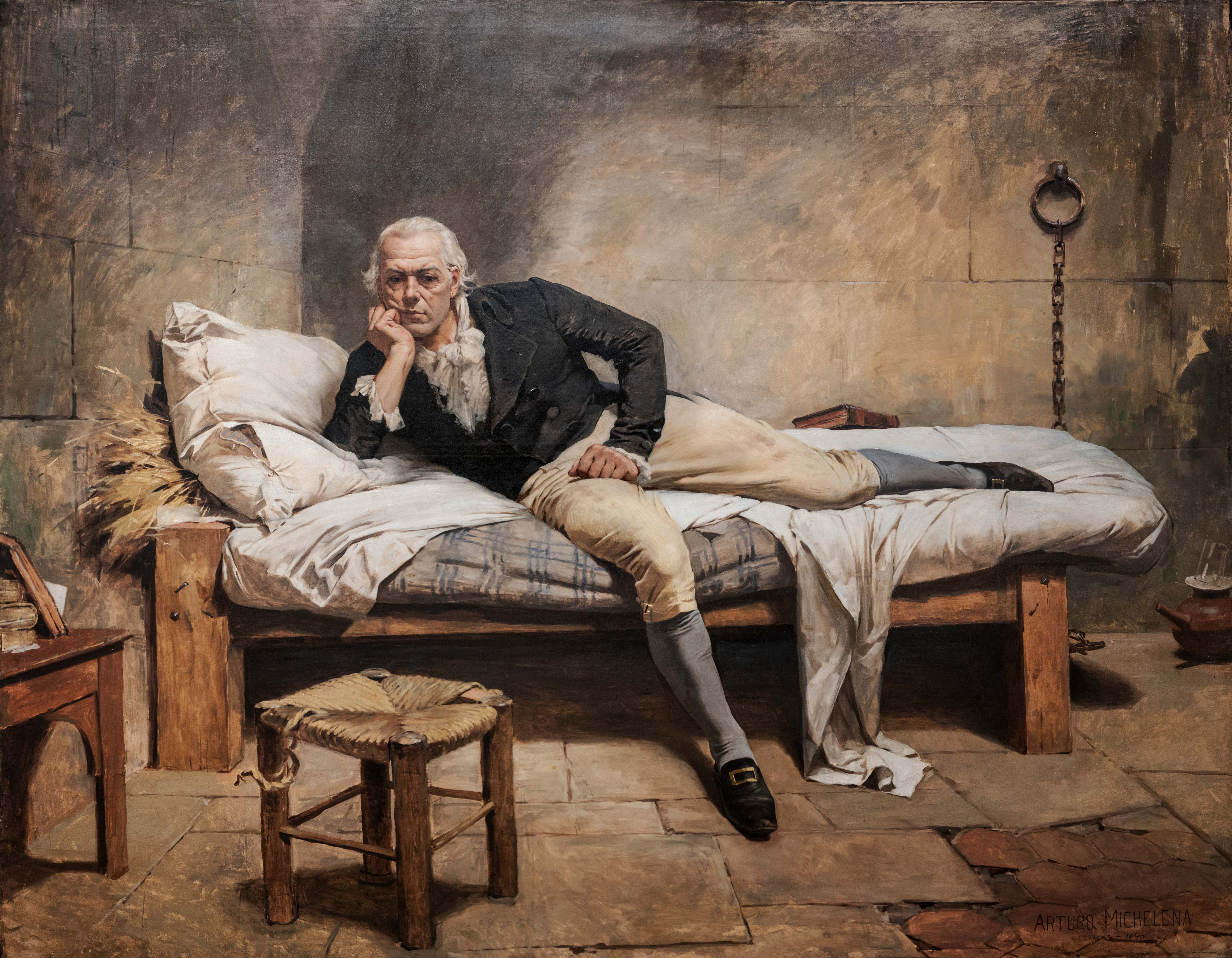
Miranda en La Carraca, Arturo Michelena; Últimos días de Miranda en prisión en San Fernando, cuadro historicista de 1896: Óleo sobre tela – 196,6 x 245,5 cm. Galería de Arte Nacional, Caracas, Venezuela.

Desde el puerto de La Guaira, Miranda fue trasladado al cuartel San Carlos de Caracas y de allí al castillo San Felipe de Puerto Cabello, donde a principios de 1813 escribe desde su celda un memorial a la Real Audiencia de Caracas exigiendo el cumplimiento de la capitulación de San Mateo. El 4 de junio de 1813 es trasladado al Castillo San Felipe del Morro, ubicado en Puerto Rico, y de allí a España, donde es encerrado en una celda alta y espaciosa en el penal de las Cuatro Torres del arsenal de la Carraca, en San Fernando. Aquí sólo recibió pocas noticias y ayuda de algunos amigos. Miranda planea escapar hacia Gibraltar, pero un ataque cerebrovascular frustra sus planes y muere, a los 66 años de edad, el 14 de julio de 1816.
Una pintura al óleo del artista venezolano Arturo Michelena, de título Miranda en la Carraca (1896) —que retrata al héroe en la cárcel española en donde murió—, se ha convertido en un símbolo gráfico de la historia venezolana y ha inmortalizado la imagen de Miranda para las sucesivas generaciones de venezolanos. Como nota adicional, es importante decir que Miranda también es considerado uno de los padres fundadores de la Masonería en Hispanoamérica. En Venezuela se honra con el nombre de Miranda a distintas avenidas, calles, plazas, autopistas y parques. Asimismo, lleva su nombre la tercera entidad más poblada del país, después de Zulia y Caracas, el estado Miranda.
En el marco de su dedicación a la independencia del continente, Miranda empleó muchas energías a preparar, publicar y difundir documentos de distinta índole: cartas, proclamas, planes, proyectos, artículos, ensayos, etc. Gran parte de este material implicó una transferencia cultural, ideológica y política a través de la traducción. Además de traducir del latín y del griego, Miranda manejaba varias lenguas modernas (alemán, español, francés, inglés e italiano), conocía el latín y el griego e incluso escribía utilizando varios idiomas. Su actividad intelectual abarcaba los más diversos temas aparte de los políticos, filosóficos y militares. Fue el primer hispanoamericano en pedir el 26 de octubre de 1792 la concesión de los derechos políticos a la mujer a los pocos meses de que se publicase la Déclaration des droits de la femme et de la citoyenne ('Declaración de los Derechos de la Mujer y de la Ciudadana', 1791) de Olympe de Gouges.
Su hijo Leandro de Miranda Andrews fue director del primer banco en Venezuela, aunque de capital extranjero, denominado Banco Colonial Británico que operó de 1839 a 1848. Como miembro del cuerpo diplomático de Colombia en Londres, en 1831 [Leandro] se encarga de participar la muerte del Libertador, la disolución de la Gran Colombia, y el restablecimiento de la República de Venezuela. A partir de entonces se dedicó a las actividades bancarias; en los años siguientes realizó viajes por Europa y el Medio Oriente y en julio de 1839 estrenó su cargo en Caracas como director del Banco Colonial Británico, primera institución bancaria fundada en Venezuela. La entidad bancaria comenzó sus actividades con un capital de 300 mil pesos, y fue autorizado a emitir billetes de 5, 10, 20 y 50 pesos. Casó en 1840 con Teresa Dalla Costa, hija de Juan Bautista Dalla Costa y de Isabel Soublette, y sobrina del general Carlos Soublette. Con la quiebra del banco, Leandro se traslada a Perú como representante diplomático de Venezuela. Al retirarse, viajó por Francia e Italia, y sus últimos días los pasó en París».
Francisco de Miranda Andrews participó con las tropas constitucionalistas en la batalla de Cerinza el 25 de abril de 1831. Al día siguiente las fuerzas dictatoriales al mando del general Justo Briceño intentaron asaltar el pueblo, lo que consiguieron brevemente, pero una feroz carga llanera los hizo dispersarse en pocos minutos. el general Briceño se retiró a Tunja con 400 supervivientes, donde fusiló a oficiales enemigos, incluido a Francisco Miranda Andrews de veinticinco años, quien antes había matado en un duelo al cónsul de Países Bajos.

## Cenotafio

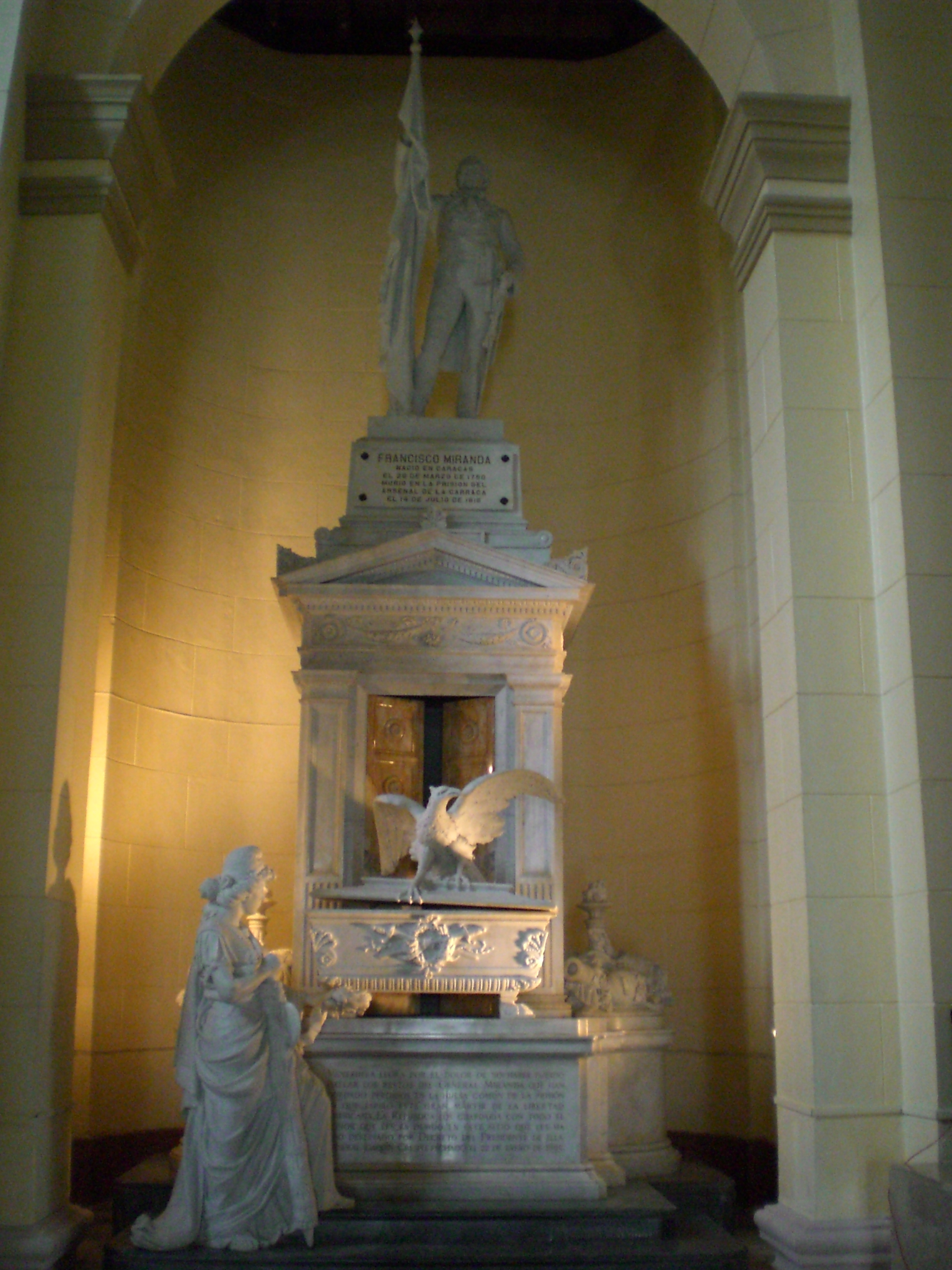
Monumento al generalísimo Francisco de Miranda en el Panteón Nacional, Caracas, Venezuela.

Hasta el día de hoy ha sido imposible el reconocimiento de sus restos, ya que al morir fue enterrado en una fosa común en el cementerio del arsenal de la Carraca. Mientras tanto, le fue dedicado un cenotafio en el Panteón Nacional de Venezuela, donde también están los de Antonio José de Sucre y Andrés Bello. El monumento, diseñado por el escultor italiano Julio Roversi, está coronado por una escultura del general sobre un pequeño pedestal donde hay una placa con las fechas y lugares de su nacimiento y muerte. El pedestal se asienta sobre un mausoleo simbólico decorado con motivos funerarios y con las puertas abiertas. Delante hay un sarcófago que está siendo abierto por un águila, símbolo de poder, la cual está custodiada, a su vez, por una alegoría de la libertad. A sus pies, una placa contiene el siguiente epitafio:

Venezuela llora por el dolor de no haber podido hallar los restos del general Miranda, que han quedado perdidos en la huesa común de la prisión en que expiró este gran mártir de la libertad americana. La República los guardaría con todo el honor que les es debido en este sitio que les ha sido destinado por Decreto del Presidente de ella General Joaquín Crespo, fechado el 22 de enero de 1895.

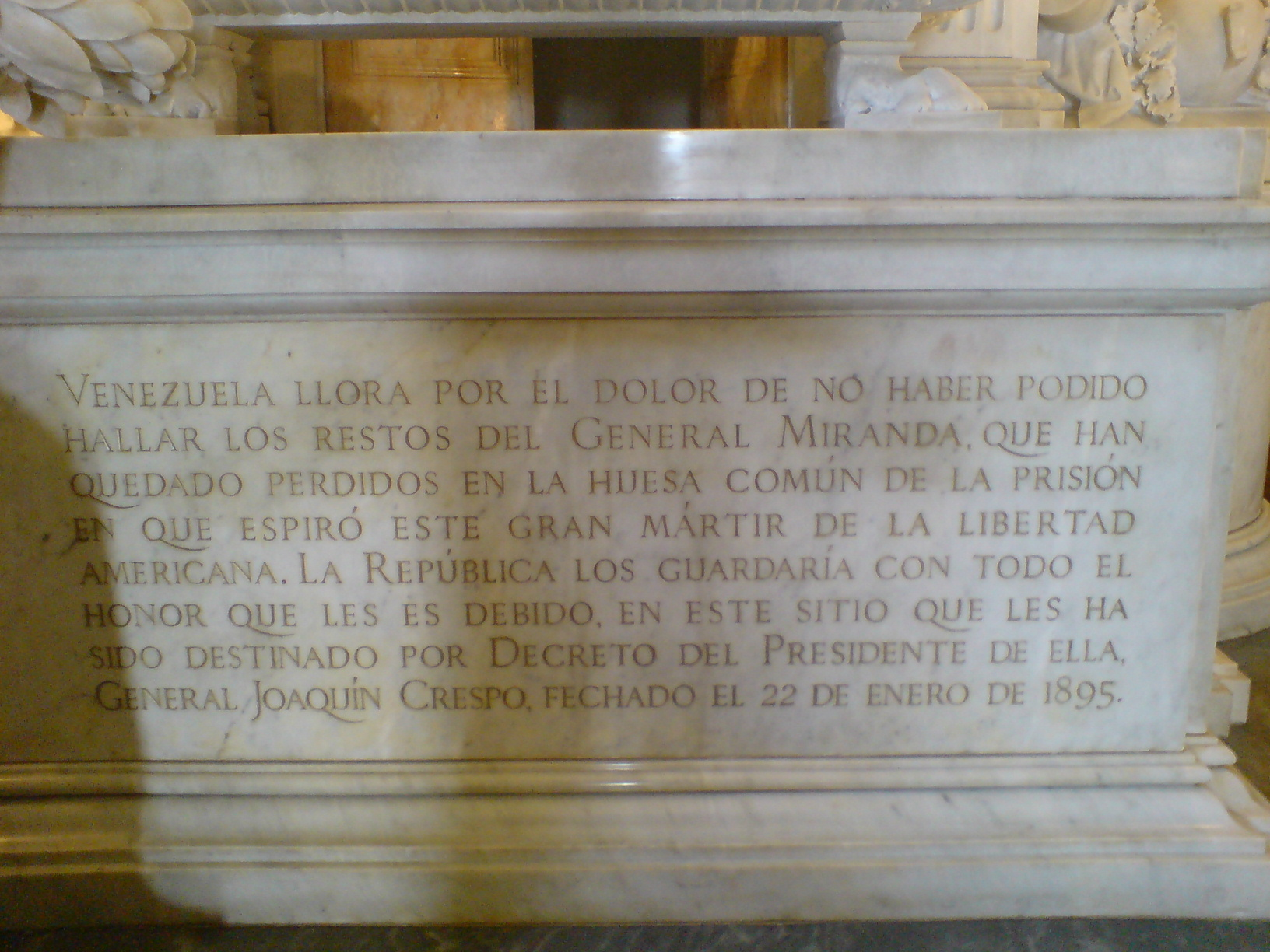
Epitafio de Francisco de Miranda en el Panteón Nacional, Caracas, Venezuela.

Las puertas y la tumba parcialmente abierta simbolizan la esperanza de Venezuela de encontrar los restos del prócer, aguardando su llegada.
Miranda participó directamente en la Revolución francesa, por lo cual le fue otorgado el título de Héroe de la Revolución y mariscal de Francia. Es el único americano que tiene su nombre grabado en el Arco de Triunfo en París.

## Ascensopost mortem

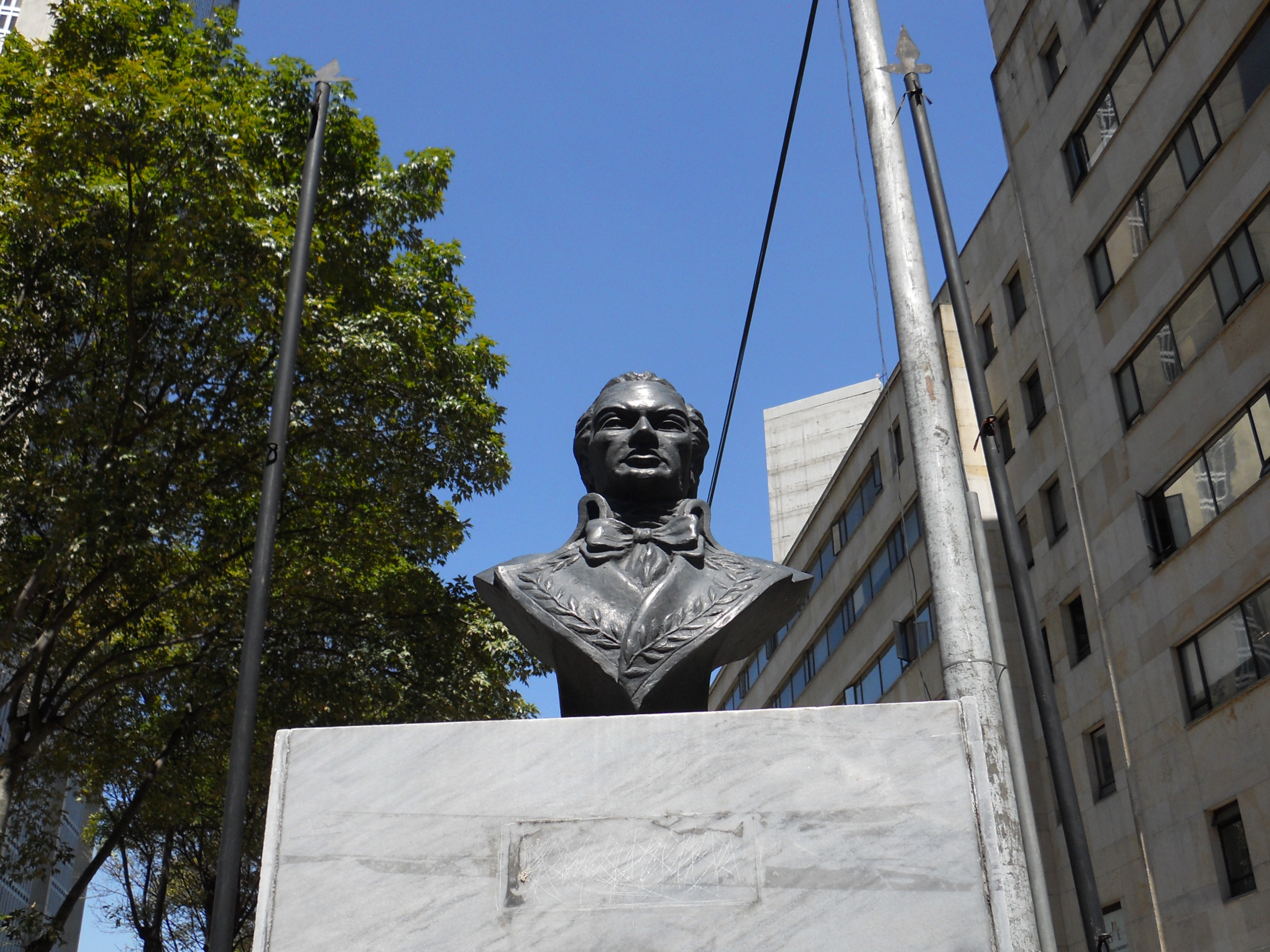
Busto de Francisco de Miranda en Bogotá.

El 14 de julio de 2016 en conmemoración del Bicentenario de su fallecimiento en San Fernando (España), se le rindieron honores militares y civiles y el presidente de la República Bolivariana de Venezuela Nicolás Maduro en su investidura como comandante en jefe de la Fuerza Armada Nacional Bolivariana (FANB) asciende al grado de almirante en jefe post mortem a Francisco de Miranda siendo este el grado más alto de la Armada Bolivariana (AB) en un oficial en ejercicio.[cita requerida]

## Ideología
La integración americana fue uno de los conceptos principales diseñados por Miranda, a través de su proyecto Colombeia. Según Miranda, la integración era propuesta no sólo como condición de existencia para las colonias que serían independientes, sino también como vía de recuperación del retardo que en el progreso mundial le habían ocasionado los tres siglos de colonialismo.